# Bílichovské údolí
Bílichovské údolí je národní přírodní památka v okrese Kladno ve Středočeském kraji.

## Historie ochrany
Lokalita byla jako rezervace soukromě chráněna od roku 1929 za panství velkostatkáře hraběte Oldřicha Ferdinanda Kinského. Úředně byla ochrana vyhlášena 31. prosince 1933, tehdy na výměře 1,64 ha. Později byla lokalita chráněná jako státní přírodní rezervace. Kýchavice se rozšířila za hranice rezervace do prolámaných částí prosvětleného smíšeného lesa a v roce 1962 byla po prověrkovém řízení rozšířena na plochu 4,39 ha. Později se změnil typ ochrany na chráněné naleziště. 11. června 2007 došlo k vyhlášení národní přírodní památky na ploše o rozloze 8,48 ha. Je součástí evropsky významné lokality Natura 2000 Bílichovské údolí. Péčí o chráněné území je pověřeno regionální pracoviště Střední Čechy AOPK ČR.

## Způsob ochrany

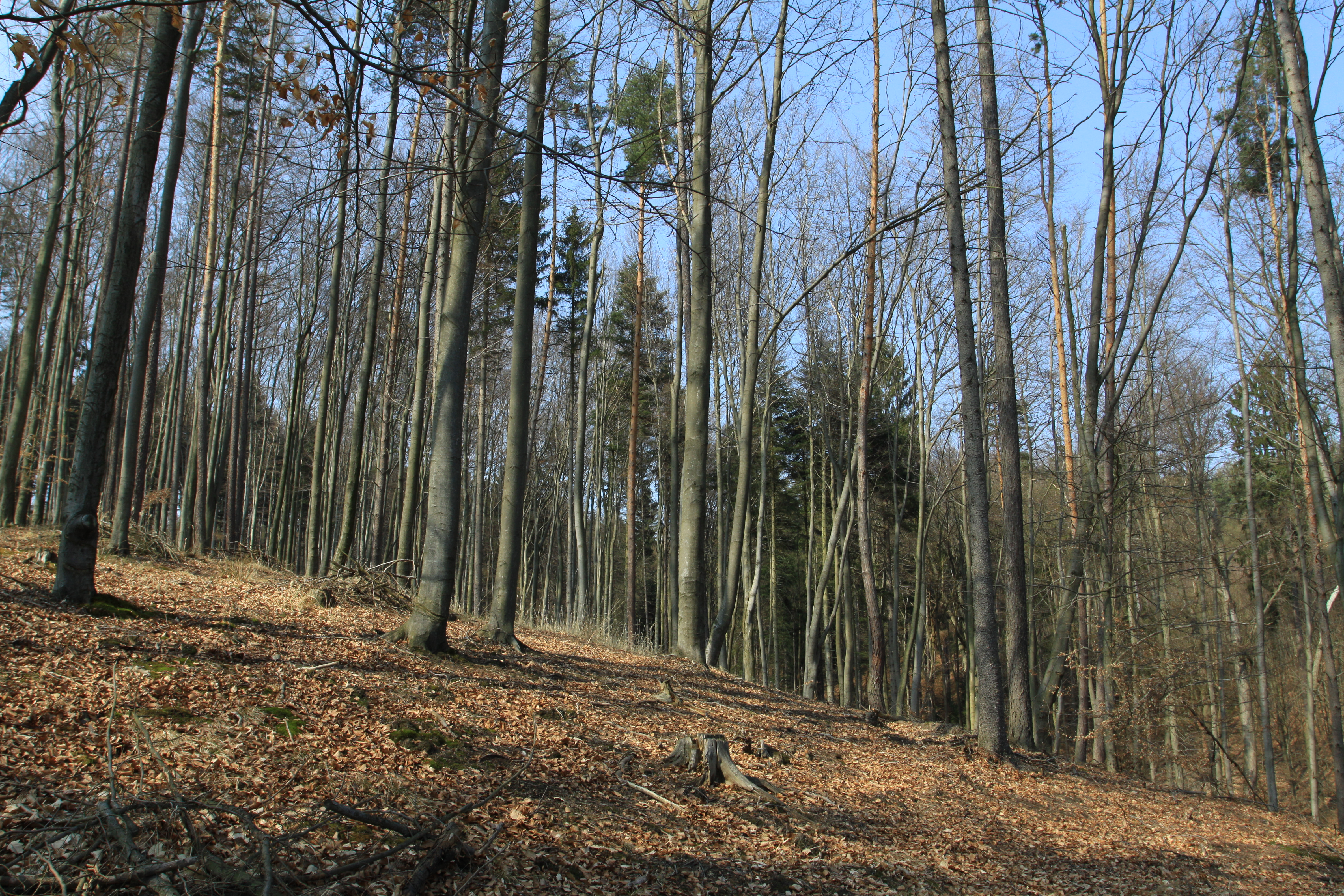
Fotografie zachycuje charakter chráněného lesa

K roku 1969 byl na území stav takový, že byl zakázán vstup, jakékoliv poškozování rostlin a bylo stanoveno regulační opatření v podobě probírky dřevin. Kýchavice černá je totiž náročná na světlo a probírka snížila celkové zakmenění stromového patra a tím zlepšila vegetační podmínky porostu kýchavice černé.

## Flóra

### Chráněné rostliny
Důvodem ochrany lokality je výskyt kriticky ohrožené kýchavice černé (Veratrum nigrum), která se vyskytuje ještě na nedaleké Pilavě. Dále v lokalitě roste silně ohrožená okrotice červená (Cephalanthera rubra) a ohrožený hnilák smrkový (Monotropa hypopitys) a okrotice dlouholistá (Cephalanthera longifolia).

### Lesní porost

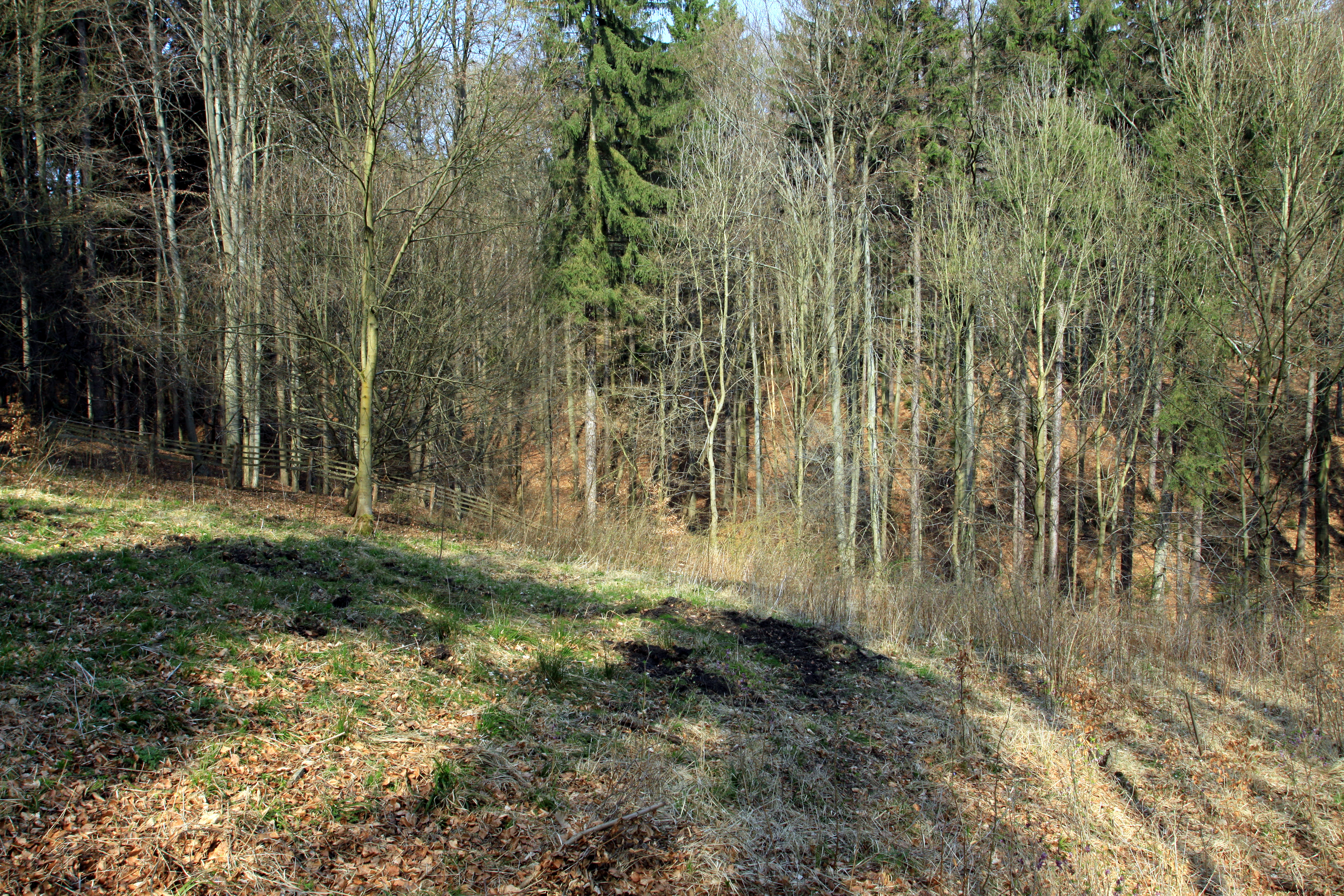
Prosvětlená louka, na které roste například lýkovec jedovatý

Lokalita byla k roku 1939 porostlá břízou bradavičnatou (Betula pendula), dubem zimním (Quercus petraea) a javorem klenem (Acer pseudoplatanus), ale byla prokácená s viditelnými pařezy. Později byly ochranné podmínky zanedbány a došlo ke změně stromového i bylinného patra. K roku 1969 už byla porostlá smíšeným porostem habru (Carpinus betulus) a buku (Fagus sylvatica), lípy velkolisté (Tilia platyphyllos), břízy (Betula), javoru (Acer) a jasanu (Fraxinus), uzavřeným do smrčin. Od roku 1963 docházelo k systematické probírce dřevin, aby zesílil zeslabený porost kýchavice.

### Další rostliny
Mezi další přítomné rostliny patří bažanka vytrvalá (Mercurialis perennis), kopytník evropský (Asarum europaeum), šťavel kyselý (Oxalis acetosella), krtičník stinný, válečka lesní (Brachypodium sylvaticum), strdivka nící (Melica nutans), z keřů se dochoval lýkovec jedovatý (Daphne mezereum).

## Umístění lokality

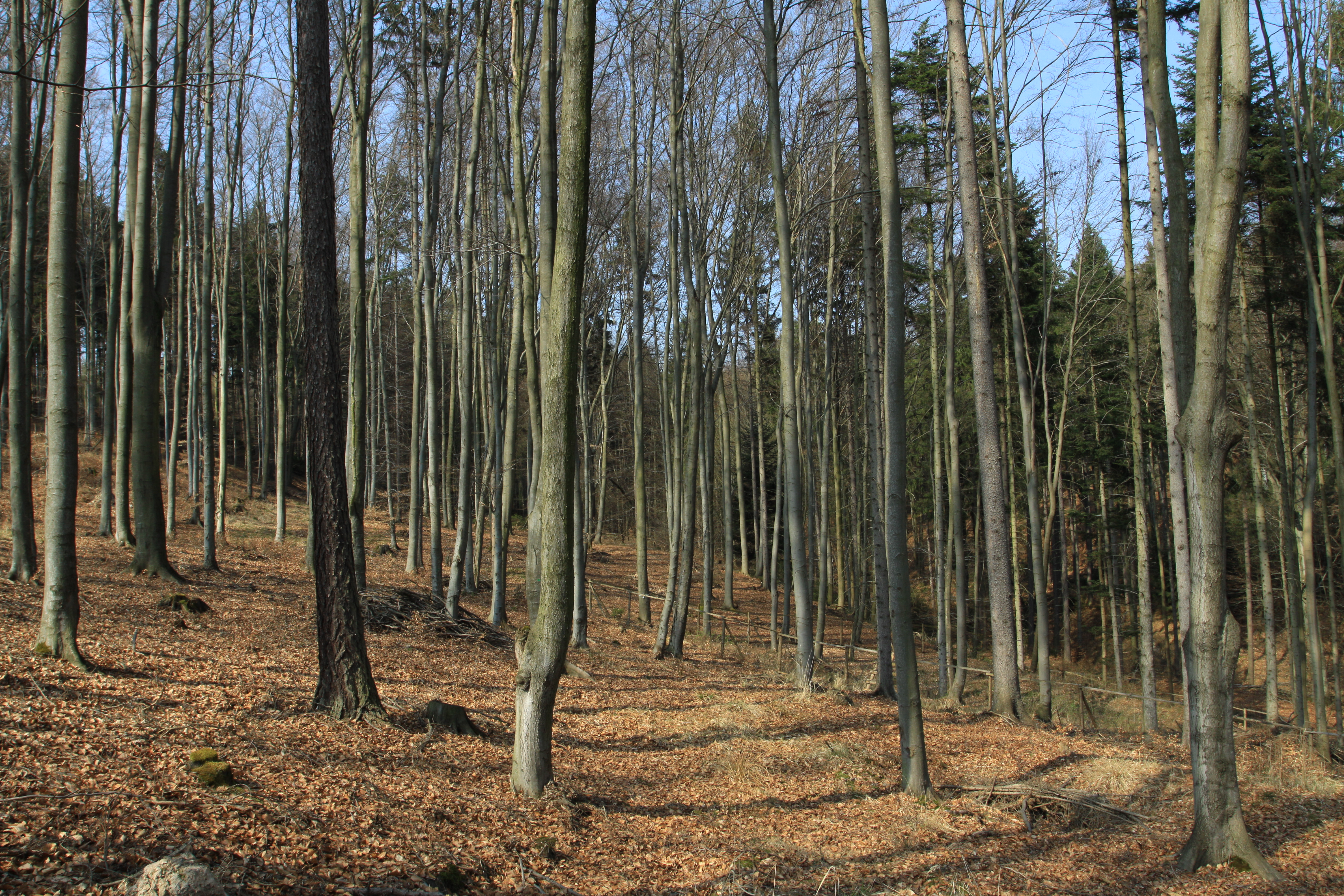
Lesní porost na jaře 2017

Lokalita se vyskytuje ve fragmentu okroticové bučiny. Leží v zarostlé stráni Bílichovského údolí exponované na sever. Půda je mastná, černohnědá. Je mírně alkalická s pH 7,5 až 8.

### Bílichovské údolí

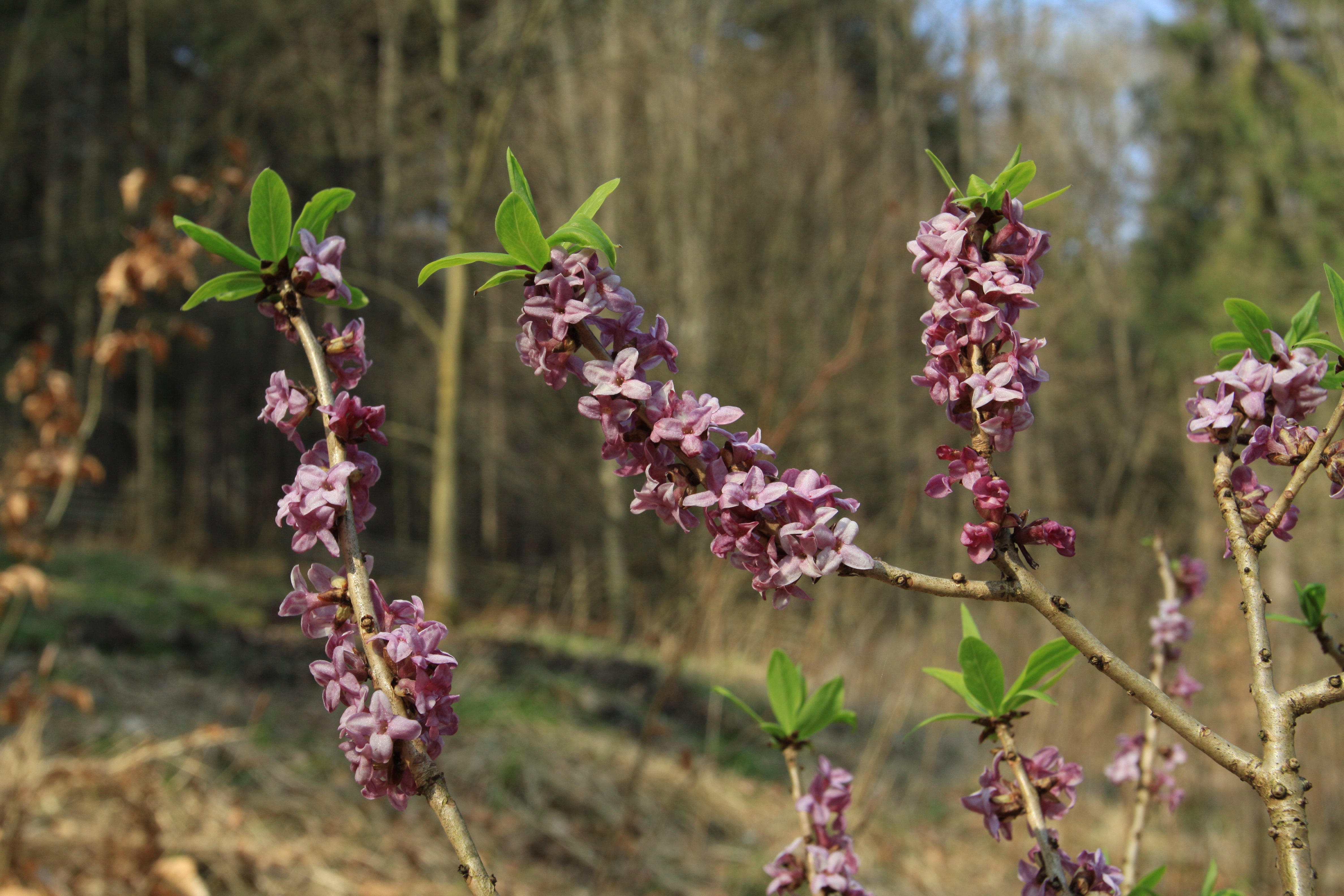
Kvetoucí lýkovec jedovatý na lokalitě

Bílichovské údolí, známé také jako Gothardské údolí, Gothardův dolík nebo Gothard, je údolí východního až severovýchodního Džbánu, které se nachází jihozápadně od Bílichova. Jeho začátek je na severovýchodě vesnice Bor a pokračuje klesáním směrem k Bílichovu a Hořešovicím a tam splývá se Slánskou plošinou. Je dlouhé 8 – 10 km, jeho zalesněná část asi 3 – 3,5 km a protéká jím Zlonický potok, který pramení na jeho začátku v místech zvaných U Gotharda v Katově studánce. Bezejmenný přítok pramenící v druhém ramenu údolí, které je v zadní části rozvětvené, se dále v údolí vlévá do Třetího rybníka a tím i do Zlonického potoka. Od Boru do Bílichova vede údolím podél potoka a tří rybníků lesní silnice na svoz dřeva. V údolí převládají smrkové porosty, ale místy se dochovaly bučiny. Kromě vyhlášené lokality lze sporadicky nalézt kýchavici v celém údolíčku.